# Simplicitat divina
En teologia, la doctrina de la simplicitat divina diu que Déu és simple (sense parts). La idea general es pot afirmar d'aquesta manera: L'ésser de Déu és idèntic als "atributs" de Déu. Característiques com l'omnipresència, la bondat, la veritat, l'eternitat, etc., són idèntiques a l'ésser de Déu, no qualitats que componen aquest ésser com a col·lecció, ni entitats abstractes inherents a Déu com a substància; és a dir, es pot dir que en Déu tant l'essència com l'existència són una i la mateixa. Això no vol dir que entendre Déu sigui fàcil o "simple". Com afirma Peter Weigel, "La senzillesa divina és fonamental per al concepte occidental clàssic de Déu. La senzillesa nega qualsevol composició física o metafísica en l'ésser diví. Això vol dir que Déu és la naturalesa divina mateixa i no té accidents (propietats que no són necessàries) acumulant-se a la seva naturalesa. No hi ha divisions o distincions reals en aquesta naturalesa. Per tant, la totalitat de Déu és tot allò que se li atribueix. La senzillesa divina és el segell distintiu de la total transcendència de Déu de tota la resta, assegurant que la naturalesa divina estigui fora de l'abast de categories i distincions ordinàries, o almenys en la seva aplicació ordinària. La senzillesa d'aquesta manera confereix un estatus ontològic únic que molts filòsofs troben molt peculiar." Així, quan es tracta de la naturalesa/atributs essencials de Déu, no hi ha parts ni accidents; això no s'ha de confondre, per exemple, amb la relació accidental/contingent de Déu amb el món (és a dir, les propietats no essencials/contingents de Déu, no la naturalesa de Déu).
Es poden trobar varietats de la doctrina en teòlegs filosòfics jueus, cristians i musulmans, especialment durant l'apogeu de l'escolàstica, encara que els orígens de la doctrina es poden remuntar al pensament grec antic, trobant l'apoteosi a les Ennèades de Plotí com el Simplex.